# Aaron Ramsey
Aaron James Ramsey, född 26 december 1990 i Caerphilly är en walesisk fotbollsspelare (mittfältare) som spelar för Universidad Nacional. 
I juni 2008 skrev han på ett fyraårigt kontrakt för Arsenal. Under höstsäsongen 2010-2011 var han utlånad från Arsenal till Nottingham Forest FC. Under vårsäsongen 2019 gick Juventus och Aaron Ramsey ut på Instagram att spelaren hade skrivit på för Juventus och blev då den bäst betalda britten genom tiderna på £400,000 i veckan. Den 31 januari 2022 blev Ramsey klar för Rangers, på lån från Juventus.

## Arsenal
Ramsey var en av Storbritanniens största talanger och klubbar som Manchester United, Everton och Liverpool försökte alla locka honom. Valet föll till sist på Arsenal. Arsene Wenger bjöd ner Ramsey och hans föräldrar i ett privatplan till Schweiz, där Wenger befann sig under EM 2008. Han övertalade Ramsey om att Arsenal var rätt klubb för honom. 
Aaron Ramsey fick göra sin Champions League-debut den 21 oktober samma år, där Arsenal ställdes mot Fenerbahçe på bortaplan. Ramsey fick hoppa in i slutet av matchen och gjorde ett mål.

## Skada
I matchen mellan Stoke City och Arsenal den 27 februari 2010 blev Ramsey, endast 19 år vid tillfället, tacklad av Stokes Ryan Shawcross med ett benbrott som följd, Ramsey fick frakturer på både skenbenet och vadbenet och missade resten av säsongen. Shawcross fick rött kort direkt och lämnade planen i tårar. 

## Comeback
Ramsey gjorde i november 2010 sin första match sedan skadan då han spelade 45 minuter för Arsenals reservlag. Den 25 november blev det klart att Ramsey skulle lånas ut till Nottingham fram till den 3 januari 2011. Han debuterade för klubben den 29 november.

## Meriter
Arsenal
- FA-cupen: 2013/2014, 2014/2015, 2016/2017
- FA Community Shield: 2014, 2015, 2017

Juventus
- Serie A: 2019/2020
- Coppa Italia: 2020/2021